# Vacancy
Vacancy är en amerikansk skräckfilm från 2007 i regi av Nimród Antal, med Luke Wilson och Kate Beckinsale i huvudrollerna. Den distribuerades av Screen Gems och släpptes på bio den 20 april 2007.
Från början var det tänkt att Sarah Jessica Parker skulle vara med i filmen, men det blev till slut Kate Beckinsale som fick rollen.

## Handling
Ett par, David (Luke Wilson) och Amy (Kate Beckinsale), kör vilse på en avlägsen bergsväg. När deras bil går sönder inser de att de befinner sig i en täckningslös zon, så deras mobiltelefoner får ingen signal. De bestämmer sig då för att checka in på ett motell i ett landsbygdsområde med en underligt stötande manager, vid namn Mason (Frank Whaley).
Väl inne i deras rum, blir David uttråkad och tar en titt på videobanden som lämnats ovanpå TV:n. Under tiden han tittar, märker han att det är snuff-filmer som spelats in i rummet de befinner sig i. Paret blir förskräckta av filmerna, samt att någon bankar på deras dörr upprepade gånger. De försöker fly, men två män iklädda masker och mörkblå overaller stoppar dem, men de lyckas ta sig tillbaka till sitt rum. David springer till en telefonkiosk vid motellet, men till ingen nytta, eftersom en bil kör in i den precis efter att han hunnit ut ur den. Paret bestämmer sig för att låsa in sig i rummet, när det märker hur en lastbil kör in. De försöker varna föraren, men märker att han enbart är där för att köpa deras snuff-filmer.
David och Amy upptäcker en tunnel under deras rum som de kryper ner i. Två maskerade män jagar dem, men de lyckas undgå dem. David och Amy hamnar i managerns stuga, där de hittar videomonitorer som spelar in hela händelsen. Amy försöker ringa 911, men blir avbruten innan hon hinner ge någon information. Paret smyger sedan tillbaka ner i tunneln och kommer upp i en verkstad mittemot motellet. Under tiden anländer en polisbil för att undersöka, och David och Amy springer mot honom medan han kollar igenom rummen. De tre sätter sig i polisbilen, men den har blivit saboterad. När polisen springer ut för att kolla under motorhuven blir han dödad av mördarna.
Paret springer in i ett av motellets andra rum. David gömmer Amy i ett utrymme precis under taket, medan han själv ska ut och leta efter hjälp. Mördarna fångar David och knivhugger honom och han ramlar medvetslös till backen utanför dörren. När det blir morgon smyger Amy ner från taket och upptäcker var mördarna gömt sin bil. Medan Amy börjar åka, hoppar en mördare upp på taket av bilen. När hon försöker skaka av honom så slutar det med att hon kraschar in i motellet, han på taket dör, samt ännu en maskerad mördare som blir krossad av bilen. Det visar sig även vara samma person som tidigare "hjälpt" dem med sina bilproblem. Amy springer sedan in i receptionen där hon attackeras av Mason. Mason misshandlar Amy brutalt. Men när han sedan ska få en sista bild med sin handkamera, kastar han henne bredvid en revolver som hon tappat tidigare och hon skjuter honom tre gånger. Amy springer sedan direkt tillbaka till David, som fortfarande lever. Hon söker igenom Masons kropp för att hitta telefonsladden som han drog ut ur väggen och försökte strypa henne med, ringer sedan 911 igen och återvänder för att ta hand om David.

## Rollista (urval)
- Luke Wilson som David Fox
- Kate Beckinsale som Amy Fox
- Frank Whaley som Mason
- Ethan Embry som Mekaniker
- Scott G. Anderson som Mördare

## Uppföljning
Vacancy 2: The First Cut är skriven av Mark L. Smith, samma som skrev första filmen och regisserad av Eric Bross. I huvudrollerna syns Agnes Bruckner och Trevor Wright. Prequeln fokuserar på händelser som ägde rum innan första filmen, och den visar hur motellets anställda började med sina galenskaper.